# 夢見師
『夢見師』（ゆめみし）は、プリンセスソフトにより2006年12月28日に発売されたPlayStation 2用の恋愛アドベンチャーゲーム。
H℃より2007年5月18日に18禁要素とそれぞれのヒロインが抱える闇、そして夢見師のルーツを語る過去編を加えてWindowsに移植された。2008年6月にはWindows版のダウンロード販売が開始された。なお、H℃の活動は停止しているためパッケージ版は入手困難である。

## ストーリー
広島県にある古都・尾延市。クリスマスを間近に控えた冬のある日。両親を交通事故で亡くし、祖母の家で暮らす主人公の広宇は、ある時から自分だけが同じ日を2度くりかえして体験していることに気づく。始めは戸惑うも、この境遇を活かして周囲の人に役立てようと考える主人公だった。

## 世界観
作品名にもなっている夢見師とは、完全なる未来予知を行うことのできる特異な占い師のことである。その能力は、翌日を夢の形で先立って体験することで発揮される。ただし夢と言ってもほとんど現実と区別がつかず、能力が目覚めはじめた広宇も当初はまったく事態に気づけなかった。
夢の「1日目」で知った出来事に対して、現実の「2日目」で干渉することで、夢見師はいわば未来を変えることができる。ただし未来の改変を行うと、その代償として激しい苦痛とともに干渉した対象に関する記憶を一部失う。たとえば知人が事故で負傷することを知って未然に防いだ場合、以前にその知人と遊びに行ったことを忘れてしまう、といった具合である。そして、干渉の程度が大きいほど記憶の喪失も多大なものになる。
夢見師は希少な存在であるが、上記の例とはまた異なった能力を持つものもおり、それについては続編の『夢見白書』にて語られる。

## 登場人物
夢村 広宇（ゆめむら ひろう）
主人公。両親を交通事故でなくしているため、祖母の登瀬と二人暮らししている。幼いころに友人を救えずに亡くした過去があり、そのためか周囲とは距離を置きがち。
祖母が高名な占い師であるため、彼も占いができると思われており、女の子たちに「占ってくれ」と追い掛け回されている。単なる野次馬根性の依頼に関しては適当に答えたり、逃げ回っているが、夏子の依頼や、真剣な相談、また相手に借りがある場合などは、祖母の紹介状を書くなどして真摯に対応する。美形で広島大学を狙える程成績も優秀。
真田 夏子（さなだ なつこ）
声：深井晴花
広宇の先輩。校内一の美人であり、数え切れない男子に告白されては、すべて断っている。
追い掛け回されるのに慣れたもの同士、広宇とは仲がよい。好物はラーメン。
森田 奈緒（もりた なお）
声：みる
広宇の後輩。常に元気いっぱいで彼を振り回すが、反対に振り回されることもあるという間柄である。
地元の和風アイスクリーム屋「ならさわ」でアルバイト中。
住吉 咲夜（すみよし さくや）
声：椎名愛優
謎めいた少女。たびたび広宇の前に現れては意味深な言葉を残して去っていく。常に黒基調のセーラー服を着ているが、付近にセーラー服を採用している学園は存在していない。
前田 亜佐美（まえだ あさみ）
声：咲ゆたか
広宇のクラスメイトだが、彼には顔も名前も覚えてもらっておらず、単なる「女子A」として認識されていた（本名のイニシャルもAなので間違いではないが）基本的にセリフのみの登場であり、奈緒からは「CGが無いので存在に気づかれにくい」という主旨の発言すらされている。本人曰く趣味と特技は料理で、いつも元気だが、方向音痴なのがたまにキズ。さらに割とドジっ子な所があり、広宇に好物の菓子をあげようとしてずっこけた挙句ばら撒いてしまい、半泣きになったりしている。
クライマックスで初めてプレイヤーの前に姿を見せる。
夢村 登瀬（ゆめむら とせ）
声：Yuki-Lin
子供のような外見をした、広宇の祖母。無類の甘い物好き。以前に執筆した夢占いの本がベストセラーとなり、全国的に名を知られている。しかし孫の広宇にとっては口やかましい存在でしかなく、語尾に「じゃ」をつけて話す（見た目は）ロリータ少女ということで、邪ロリと呼ばれている。
夢見師ではないが、他人の夢をのぞくことができる。年に似合わない幼い外見は、その特殊能力の代償である。書き下ろしのドラマCDのヒロイン。
夢村 和泉（ゆめむら いずみ）
広宇の母。事故死したと彼は聞かされていたが、実は彼女は先代の夢見師であり、人助けのために能力を使いすぎたことで心身に負担をかけたことが後に明らかとなる。
涼夜（りょうや）
過去編の主人公。数百年前の夢見師であり、記憶喪失になっていたところを星夜に保護される。
星夜（せいや）
声：椎名愛優
過去編のヒロインであり、PS2版ではオープニングムービーに一瞬登場するほか、本編であいまいな言及がされるにとどまる。
陰陽道に通じた占い師で、「天の声」を聞くことで災厄から村を守っている。巫女服のような衣装をまとっているが、神職ではない。

## 舞台
尾延市（おのべ）
本作の舞台。広島県にある古都で、坂が多く、寺社や古い町並みが多く残る町として知られている。都心に比べるとのんびりした雰囲気の地方都市だが、観光地として知られており、映画やドラマなどのロケ地に選ばれる事も多い町。地名や前述した町の特徴、最寄駅として尾道駅の旧駅舎、本編及びPC版OPで艮神社などが登場していることからモデルは尾道市である事が分かる。
学園
広宇たちが通う学園。男女共に白を基調としたブレザーの上下と茶色のベスト・一年生はオレンジ、二年生は赤、三年生は紫のネクタイ着用。スカート及びズボンはそれぞれ赤と黒。坂の上に位置しており、背後には山々が広がる。屋上からは町並みや沖合の島々が見渡せる。
ならさわ
奈緒がアルバイトしている和風アイスクリーム店。町の商店街の一角にある。名物はクリームぜんざいとアイスモナカ。実態としては甘味処に近い。奈緒曰く、モナカのアイスクリームは自家製の物を利用しており、最中の皮は工場から運ばれてきた物を店内のオーブンでもう一度焼いていることから、店の一番人気メニューらしい。曜日事に違ったサービスが用意されており、店員の制服が和風レトロなのが大きな特徴。

## スタッフ
- プロデューサー：井上純子
- 原画：ねみぎつかさ
- シナリオ：木村ころや
- ディレクター：釜野懐司、白木秀斉
- 音楽：坂井鳴人、Peak A Soul+、大田雄一
- ムービー：叢〜むらくも〜
- オープニングテーマ
  - PS2版：明日の君に会いたくて

作詞：小室みつ子、作曲：大森俊之、編曲：武沢侑昂 / 歌：大藤史
  - PC版：星に想いを夜に願いを

作詞：木村ころや、作曲・編曲：坂井鳴人 / 歌：Duca